# 弥迦

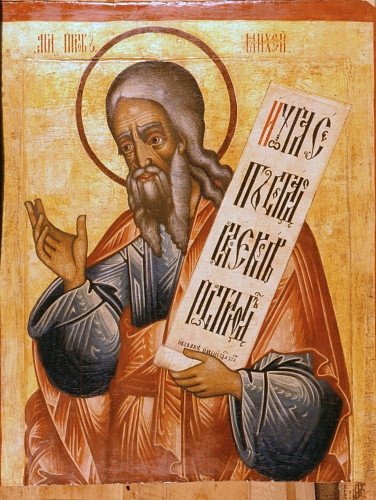
18世紀俄羅斯卡累利阿耶穌顯聖教堂的先知彌迦的聖像

弥迦（希伯來語：מִיכָה）天主教译为米该亚，是犹太教中的一个先知，于公元前737至696年在犹大王国活动，是《弥迦书》的作者。希伯来圣经将其视为十二位小先知之一，与以赛亚、阿摩司、何西阿处于同一时代。来自犹大王国西南部，在约坦、亚哈斯、希西家统治时期进行预言。